# Top Gun
Top Gun è un film del 1986 diretto da Tony Scott e prodotto da Don Simpson e Jerry Bruckheimer in associazione con la Paramount Pictures.
La sceneggiatura è stata scritta da Jim Cash e Jack Epps Jr. ed è liberamente ispirata da Top Guns, un articolo scritto e pubblicato da Ehud Yonay nel 1983, per la rivista California. Il cast principale è composto da Tom Cruise, Kelly McGillis, Anthony Edwards, Val Kilmer e Tom Skerritt.
La pellicola consacrò Tom Cruise come una delle principali star di Hollywood e vinse un Premio Oscar e un Golden Globe, entrambi per la miglior canzone originale con Take My Breath Away, prodotta da Giorgio Moroder per i Berlin. Nel 2015 è stato scelto dalla Biblioteca del Congresso per la conservazione nel National Film Registry in quanto "culturalmente, storicamente o esteticamente significativo".

## Trama
Il tenente Pete "Maverick" Mitchell e il tenente junior Nick "Goose" Bradshaw sono rispettivamente pilota e navigatore di caccia F-14 della Marina degli Stati Uniti imbarcati sulla portaerei USS Enterprise. Durante un volo di pattugliamento sull'Oceano Indiano a fianco di un altro F-14, i due aerei vengono inviati a indagare su un segnale non identificato, che si rivela provenire da una coppia di MiG-28 sovietici, nuovi modelli di caccia fino a quel momento quasi sconosciuti agli statunitensi. I due F-14 affrontano subito i MiG, ma mentre Maverick e Goose riescono a mettersi in posizione di tiro ottimale rispetto a uno dei MiG e a costringerlo alla ritirata, il pilota dell'altro F-14, Bill "Cougar" Cortell, viene messo in difficoltà e il suo avversario riesce a metterlo sotto tiro, senza però sparare. In suo aiuto arriva Maverick che, con una manovra estremamente azzardata, si pone in volo rovesciato sopra il MiG e ne irride il pilota, che si ritira anche lui.
Mentre Maverick e Goose gioiscono della loro vittoria, Cougar è talmente sconvolto che viene colto da un attacco di panico e, all'ordine di tornare sulla portaerei, ha difficoltà a compiere la manovra, quindi Maverick, che stava per appontare per primo, decide di disobbedire all'ordine e torna indietro. Affiancatosi all'aereo di Cougar, riesce a guidarlo verbalmente fino all'appontaggio. Una volta sulla nave, Cougar, sposato e con un figlio piccolo che non ha ancora mai visto, fa rapporto al comandante della squadriglia, Tom "Stinger" Jordan, dichiarando di essersi reso conto che l'aver quasi reso orfano suo figlio ha irrimediabilmente distrutto il suo sangue freddo e di aver quindi deciso di non volare mai più, rassegnando le proprie dimissioni. Stinger allora chiama Maverick e Goose e, dopo averli aspramente rimproverati per aver disobbedito all'ordine, li informa tuttavia di doverli mandare a Miramar per frequentare la prestigiosa scuola "Top Gun", in cui si formano i migliori avieri delle forze armate statunitensi, essendo loro due diventati, dopo le dimissioni di Cougar, l'equipaggio di punta della loro squadriglia.
I due avieri giungono alla base aerea di Miramar, diretta dal comandante Mike "Viper" Metcalf, coadiuvato dal tenente comandante Rick "Jester" Heatherly. Durante un'uscita serale al circolo ufficiali, Maverick tenta di abbordare una donna che il giorno seguente scoprirà essere l'astrofisica Charlotte "Charlie" Blackwood, una scienziata civile che collabora al suo programma di addestramento. Durante le esercitazioni proposte dagli istruttori, Maverick si dimostra subito un pilota molto abile ma dal carattere inquieto, che si ripercuote anche sul suo modo di volare; probabilmente ciò deriva dal non aver mai scoperto le reali circostanze in cui è scomparso suo padre Duke in Vietnam, anch'egli pilota dell'U.S. Navy. Dopo una pericolosa manovra a bassa quota eseguita senza aver ricevuto l'autorizzazione, Maverick viene richiamato severamente dal comandante Viper, che però, in seguito e in privato con Jester, ammette di riconoscere le straordinarie abilità del tenente, anche se il suo stile di volo istintivo potrebbe comunque essere pericoloso, sia per lui che per i suoi commilitoni. Nel frattempo, Charlie è sempre più attratta dal pilota e tenta di dialogare con lui, inizialmente solo a causa del fatto che Maverick è uno dei pochi ad aver visto da vicino un MiG-28 e per Charlie è importantissimo, ai fini delle sue ricerche, raccogliere informazioni al riguardo, dato che ambisce a un'importante promozione a Washington; in seguito gli confessa di essersi innamorata di lui e i due iniziano una vera relazione sentimentale.
Durante un volo in coppia con il tenente Tom "Iceman" Kazansky e il suo navigatore Ron "Slider" Kerner, Maverick e Goose finiscono nella scia del velivolo rivale, cosa che interrompe il flusso d'aria e causa lo stallo di entrambi i motori del loro F-14. L'aereo finisce in un avvitamento incontrollato che costringe i due all'eiezione; nell'espulsione dei due sedili, tuttavia, Goose sbatte violentemente la testa contro il tettuccio e muore sul colpo. Profondamente scosso e incapace di accettare la morte dell'amico, di cui si ritiene responsabile anche dopo che la commissione d'inchiesta lo assolve, Maverick riprende a volare, ma la paura gli impedisce di raggiungere le sue prestazioni abituali, portandolo a decidere di lasciare la Marina. Charlie, ottenuta la promozione a Washington, lo raggiunge per salutarlo e prende atto che la sua scelta è definitiva; prima che Maverick si dimetta ufficialmente, però, il comandante Viper lo invita a casa propria e, inaspettatamente, gli rivela cosa era successo a suo padre, con cui Viper stesso ha volato in Vietnam: la morte di Duke Mitchell non fu dovuta a un errore di manovra, come risulta dagli atti, ma a un'azione di guerra in cui Duke combatté con coraggio e salvò tre commilitoni nonostante il suo aereo fosse stato danneggiato, e la vicenda era stata archiviata perché la battaglia si era svolta nello spazio aereo di uno Stato confinante con il Vietnam, dove ai caccia statunitensi sarebbe stato vietato operare. Viper conclude ripetendo a Maverick di non avere davvero nessuna colpa per la morte di Goose e dicendogli che solo lui può decidere cosa fare della sua carriera futura.
Il giorno della consegna dei brevetti e della premiazione di Iceman e Slider come vincitori del trofeo destinato ai due migliori piloti della scuola, Maverick decide di rimanere, ottenendo quindi il proprio brevetto da Top Gun; la cerimonia viene però improvvisamente interrotta da Viper, che convoca i più qualificati del corso, tra cui lo stesso Maverick, per fronteggiare un'emergenza. A bordo della portaerei Enterprise, i piloti apprendono nel corso di un briefing che una nave per comunicazioni statunitense è in avaria in acque territoriali nemiche e le operazioni di soccorso necessitano di supporto aereo. Vengono inizialmente inviati dalla portaerei due aerei, uno pilotato da Iceman con Slider e l'altro da Rick "Hollywood" Neven con Henry "Wolfman" Ruth, mentre Maverick rimane pronto a partire con Sam "Merlin" Wells, l'ex navigatore di Cougar, come aereo da massima allerta. I due caccia, appena giunti nell'area delle operazioni, vengono subito attaccati da un grosso numero di MiG nemici. L'aereo di Hollywood e Wolfman viene abbattuto, ma i due riescono a paracadutarsi nell'oceano.
Iceman rimane così da solo contro cinque aerei, quindi Maverick decolla immediatamente, ma una volta raggiunto il teatro di battaglia si impaurisce e si blocca quando, come era accaduto nell'incidente costato la vita a Goose, finisce nella scia di uno dei MiG. Stringendo in mano le piastrine di Goose e dietro l'esortazione di Merlin, il protagonista riesce a ritrovare coraggio e ad entrare in azione con una serie di dog-fight con i MiG nemici, abbattendone diversi, costringendo gli altri a ritirarsi e salvando Iceman. Rientra così in trionfo alla portaerei, dove viene acclamato come eroe e si concilia definitivamente con il rivale Iceman. Per la sua azione eroica, Stinger gli offre la possibilità di ricoprire qualsiasi incarico in Marina, e Maverick chiede di diventare istruttore alla Top Gun. Rientrato quindi a Miramar, in un momento di relax in un bar vicino alla base, ascolta improvvisamente da un jukebox la canzone che aveva intonato quando aveva conosciuto Charlie (You've Lost That Lovin' Feelin' dei The Righteous Brothers). Avvicinatosi al jukebox, poco dopo lei appare di sorpresa alle sue spalle e i due si baciano appassionatamente.

## Produzione
I produttori Don Simpson e Jerry Bruckheimer concepirono questo film grazie ad un articolo apparso a maggio del 1983 sulla rivista California Magazine e dedicato all'addestramento dei piloti da caccia Top Gun che avveniva alla Miramar Naval Air Station di San Diego. Simpson e Bruckheimer comprarono i diritti per fare il film e scritturarono gli autori dell'articolo stesso affinché scrivessero una sceneggiatura, visto che altri autori che si erano accostati al progetto, come Chip Proser, avevano rinunciato. Dopo alcuni passaggi, i produttori tornarono da Proser e gli offrirono 30000 $ a settimana per il suo aiuto nel fare una revisione da cima a fondo della sceneggiatura. Il Dipartimento della Difesa statunitense decise di sponsorizzare e finanziare il film.
I produttori si misero in contatto con Pete Pettigrew, un vero istruttore della scuola Top Gun, che fu disposto ad aiutare i produttori a condizione che essi ritraessero in maniera fedele la vera scuola per piloti della marina. Pettigrew fa inoltre un'apparizione nei panni dell'uomo anziano che verso l'inizio del film ha un appuntamento con Charlie al club degli ufficiali.

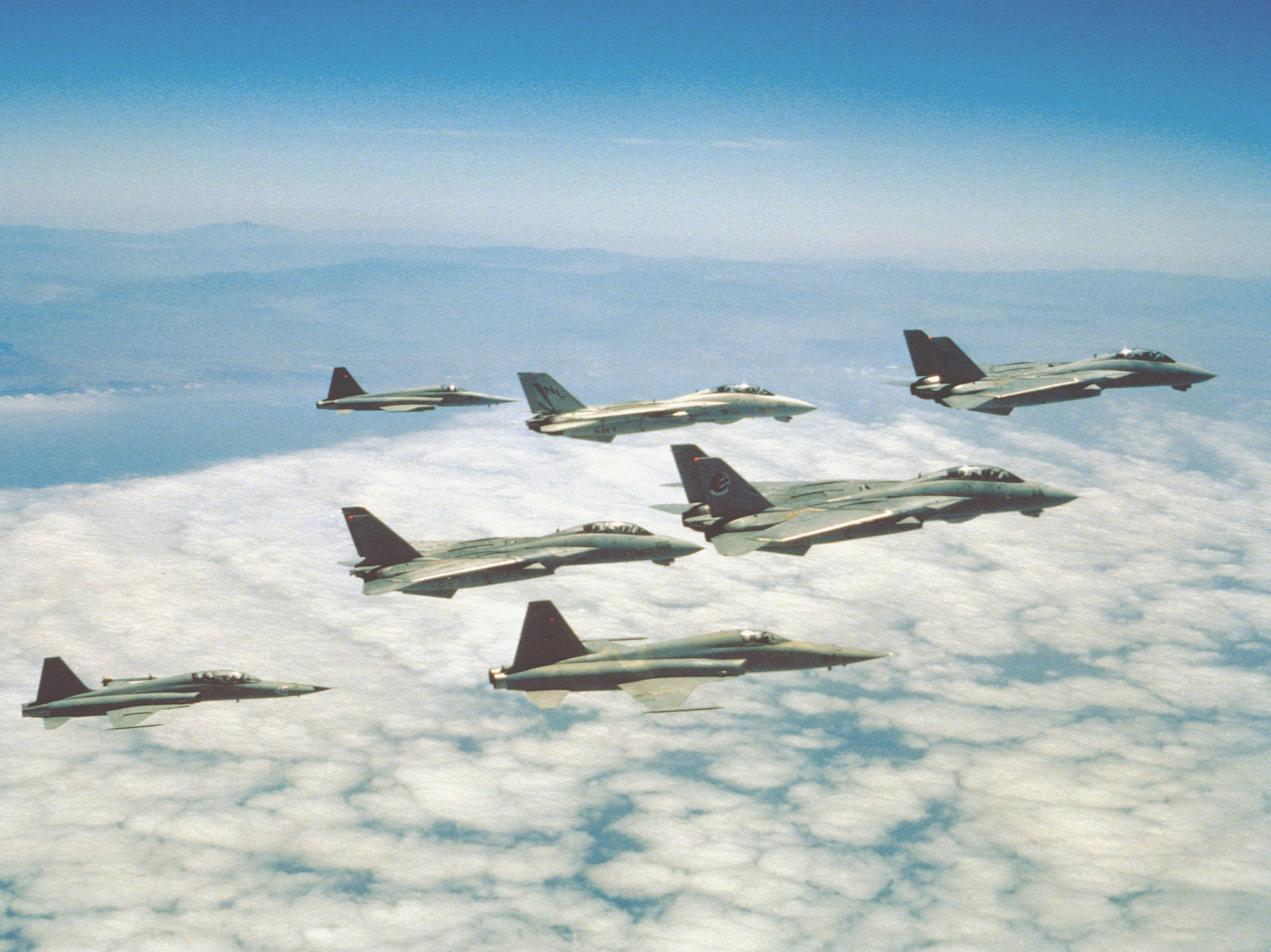
F-14A Tomcats della squadriglia VF-51 Screaming Eagles utilizzati per le scene di volo nel film

La Marina mise a disposizione diversi F-14 della squadriglia VF-51 Screaming Eagles. La Paramount Pictures pagò 7800 $ all'ora per il carburante e gli altri costi operativi necessari per portare i velivoli al di fuori delle loro normali condizioni operative. Le scene sulla portaerei furono girate a bordo della Enterprise, mostrando aeromobili F-14 delle squadriglie VF-114 Aardvarks e VF-213 Black Lions. La maggior parte delle scene sono state girate durante le normali operazioni; la troupe dovette utilizzare riprese fatte durante lo svolgersi delle normali operazioni di routine, eccetto nel caso del passaggio radente, che fu richiesto appositamente. Durante le riprese, il regista Tony Scott volle riprendere gli atterraggi e i decolli degli aerei in controluce. Durante queste sequenze, dunque, il comandante cambiò la rotta della nave, cambiando di conseguenza anche la luce; quando Scott chiese di poter tornare sulla rotta precedente e alla stessa velocità, fu informato che occorrevano 25000 $ per la manovra. Scott staccò un assegno da 25000 $ in modo che la nave potesse essere ruotata e lui potesse continuare a filmare per altri cinque minuti.
Durante la produzione, il regista Tony Scott fu ufficialmente licenziato e poi reintegrato nel suo ruolo per ben tre volte. La prima quando la produzione si accorse che stava girando tutta la parte iniziale al rallentatore, la seconda quando mostrò Kelly McGillis troppo osé, la terza per aver girato le scene in volo con le visiere a specchio dei caschi abbassate impedendo di riconoscere gli attori.
Per il ruolo di Maverick, prima di Tom Cruise erano stati presi in considerazione Emilio Estevez, Patrick Swayze, Sean Penn, Rob Lowe, Charlie Sheen, Michael J. Fox e Ralph Macchio, mentre Brooke Shields e Demi Moore erano le possibili candidate per Charlie.
Il personaggio di Charlotte "Charlie" Blackwood, l'astrofisica interpretata da Kelly McGillis, è basato sulla figura di Christine "Legs" Fox, una matematica civile impiegata dal Centro per le analisi navali come specialista in Superiorità aerea marittima (MAS), che sviluppa tattiche per la difesa delle portaerei.
La scena d'amore tra Charlie e Maverick e la scena dell'ascensore furono girate molto tempo dopo la fine delle riprese. Si può ben notare nella seconda scena, guardando con attenzione, che i capelli di Cruise sono più lunghi che nel resto del film e che McGillis, per ovviare al cambio di pettinatura, indossa un cappellino con visiera.
La scena in cui Maverick bacia Charlie con trasporto dopo l'inseguimento fu improvvisata dallo stesso Cruise, che in quel momento non avrebbe dovuto dare un bacio a McGillis ma pronunciare una battuta, che però aveva dimenticato; al regista la "modifica" piacque tanto da lasciare la scena così com'era.
Durante le riprese, uno dei piloti stunt, Art Scholl, perse la vita nell'Oceano Pacifico a seguito di una virata errata. Il film è stato poi dedicato alla sua memoria.
Le riprese iniziarono il 26 giugno 1985 e si conclusero dopo sei mesi, il 26 dicembre 1985.

### I "MiG-28"
Come altri MiG apparsi nel mondo cinematografico (come per esempio il MiG-31 Firefox del film Firefox - Volpe di fuoco di Clint Eastwood, completamente inventato se non per la sigla MiG-31, appartenente al Foxhound), il MiG-28 non esiste nella realtà. Gli aerei spacciati per MiG nel film sono degli F-5 Tiger II e degli T-38 Talon. Inoltre, tutti gli aerei da caccia sovietici prodotti dalla Mikoyan Gurevich hanno avuto numerazione dispari.
Dopo le riprese del film, gli F-5 e i T-38 utilizzati vennero lasciati con quello schema di colori e reintegrati nello Aggressor squadron, una squadriglia che sin dalla fine degli anni sessanta simula le manovre dei caccia sovietici per farle conoscere agli aviatori americani, appunto come "aggressori" nelle simulazioni a scopo di addestramento per la vera scuola Top Gun.

### Ambientazione
La base aerea della Top Gun è la base di Miramar (San Diego) in California, detta Fightertown. In seguito a un riordinamento dovuto essenzialmente alla riduzione delle spese militari, nel 1996 è stata ceduta al corpo dei Marines che la utilizzano tuttora. La MCAS (United States Marine Corps Air Station) Miramar non può essere visitata eccezion fatta per il museo dell'aviazione (Flying Leatherneck Aviation Museum) o durante il Miramar Air Show che si tiene in ottobre. La scuola Top Gun è stata spostata presso la US Naval Air Station a Fallon nel Nevada all'interno del Naval Strike and Air Warfare Center (NSAWC).
Il campo da beach volley dove Maverick e Goose sfidano Iceman e Slider si trovava sempre nella base, sul lato nord degli alloggi 300, 299 e 298.
Il luogo dove è stata girata la scena in cui Charlie si ferma dopo aver inseguito Maverick sulla moto è al 500 West Laurel Street a San Diego subito dopo l'incrocio con la Union Street.
La scena in cui Maverick è seduto sulla moto al tramonto è stata girata a San Diego lungo la spiaggia di Point Loma.
La casa azzurra in stile vittoriano abitata da Charlie si trovava al 102 Pacific Street Oceanside California; ora di proprietà del Mission Pacific Hotel viene utilizzata come negozio di torte. Tuttavia, le scene in cui Maverick e Charlie parlano bevendo vino furono girate negli studi della Paramount all'ambulatorio di pronto soccorso che si trova nella via principale degli studi vicino al Paramount Sunset Boulevard Entrance Gate. Fu costruito un finto patio dove vennero appunto filmate le scene.
La casa di Viper si trova presso il faro di Punta Loma, una base gestita dalla Guardia Costiera.
La scena in cui Goose suona Great Balls of Fire al piano con il figlio e gli amici e quella finale del juke-box, sono state girate a San Diego nel bar-ristorante di nome "Kansas City BBQ" che si trova all'angolo tra Kettner Blvd e W. Harbor Drive. Il ristorante al suo interno conserva ancora pezzi originali usati per le riprese oltre a numerosi cimeli usati nel film da Cruise.
Il luogo dove Maverick incontra Charlie mentre beve acqua ghiacciata al bar e lei gli dice di essere arrivata troppo tardi è il ristorante "The Windsock" al 2904 di Pacific Highway. L'edificio è stato demolito.
La scena in cui Maverick segue Charlie nel bagno delle signore è stata girata presso lo "Headquarters Building" del "Recruit Training Command" di San Diego.
La piscina dove si svolge la premiazione dei Top Gun è la "Island Club Swimming Pool" alla Naval Air Station di North Island.

## Colonna sonora
La colonna sonora, prodotta dalla Columbia Records nel 1986, viene ricordata come una delle più belle colonne sonore di tutti i tempi, capace di stazionare per diverse settimane alla prima posizione in classifica. La versione originale del disco comprendeva solo dieci canzoni; nel 1999 e nel 2006 vennero pubblicate delle versioni estese contenenti cinque tracce bonus, che, sebbene presenti nella pellicola, non sono state composte appositamente per il film. Dall'album sono stati estratti i singoli Take My Breath Away (Love Theme from Top Gun), Danger Zone e Heaven in Your Eyes, capaci di raggiungere rispettivamente la 1ª, la 2ª e la 12ª posizione in classifica.
A Bryan Adams fu chiesto di poter utilizzare la sua canzone Only the Strong Survive nella colonna sonora, ma egli rifiutò perché ritenne che il film glorificasse la guerra.

## Distribuzione
Il film è uscito nella sale statunitensi il 16 maggio 1986, mentre in Italia il 25 settembre dello stesso anno.

### Doppiaggio italiano
L'edizione italiana del film è a cura di Manlio De Angelis, direttore del doppiaggio e dialoghista del film, per conto della United International Pictures. Il doppiaggio, invece, fu eseguito dalla C.D.C. negli studi della International Recording.

## Accoglienza

### Incassi
Il film è stato un grande successo al botteghino. Ha, infatti, incassato poco più di 8 milioni di dollari soltanto nel suo primo weekend di apertura ed è stato il film di maggiore incasso del 1986. Sul suolo statunitense, il film incassò complessivamente 176786701 $, mentre a livello internazionale riuscì a superare la soglia dei 177 milioni di dollari, incassandone 177030000 $, per un totale di 353816701 $. In Italia, uscì il 18 settembre 1986 e fu il secondo film per incassi della stagione 1986-1987, dietro Il nome della rosa.

### Critica
Il film ottenne anche ottimi pareri da parte della critica, che elogiò in particolare la grande regia di Tony Scott, oltre la colonna sonora definita "indimenticabile" dalla critica.
La Marina degli Stati Uniti fece installare degli uffici mobili di reclutamento nei pressi dei maggiori cinema delle grandi città per attirare i ragazzi motivati dal film ad arruolarsi. Ebbero il più elevato numero di matricole mai registrato dalla seconda guerra mondiale, dopo l'attacco a Pearl Harbor.
La pellicola lanciò, inoltre, diverse mode giovanili, come l'utilizzo del giubbotto in pelle Schott e degli occhiali da sole Ray-Ban Aviator, indossati dal protagonista nel film.
La frase «I feel the need, the need for speed!», è stata scelta da 1500 addetti ai lavori dell'American Film Institute come la numero 94 tra le 100 migliori citazioni cinematografiche di tutti i tempi tratte da film di produzione statunitense.

## Riconoscimenti
- 1987 - Premio Oscar
  - Miglior canzone (Take My Breath Away) a Giorgio Moroder e Tom Whitlock
  - Nomination Miglior montaggio a Billy Weber e Chris Lebenzon
  - Nomination Miglior sonoro a Donald O. Mitchell, Kevin O'Connell, Rick Kline e William B. Kaplan
  - Nomination Miglior montaggio sonoro a Cecelia Hall e George Watters II
- 1987 - Golden Globe
  - Miglior canzone (Take My Breath Away) a Giorgio Moroder e Tom Whitlock
  - Nomination Miglior colonna sonora a Harold Faltermeyer
- 1988 - Awards of the Japanese Academy
  - Nomination Miglior film straniero

- 1986 - Apex Scroll Award
  - Miglior montaggio sonoro
- 1987 - ASCAP Award
  - Miglior canzone (Take My Breath Away) a Giorgio Moroder e Tom Whitlock
- 1987 - BRIT Award
  - Miglior colonna sonora
- 1987 - People's Choice Award
  - Film d'azione preferito
- 1987 - Motion Picture Sound Editors
  - Miglior montaggio sonoro

## Altri media
Il successo del film diede origine a molti videogiochi con licenza ufficiale su di esso, spesso non correlati tra loro, anche a distanza di molti anni:
- Top Gun (Ocean 1987) per diversi computer
- Top Gun (Konami 1987) per NES
- Top Gun: The second Mission (Konami 1989) per NES
- Top Gun: Danger Zone (Konami 1991) per MS-DOS
- Top Gun: Guts & Glory (Konami 1993) per Game Boy
- Top Gun: Fire at Will! (Spectrum Holobyte 1996) per PC, Mac e PlayStation
- Top Gun: Hornet's Nest (MicroProse 1998) per Windows
- Top Gun: Combat Zones (Titus 2001) per GameCube, PlayStation 2, Windows, Game Boy Advance
- Top Gun: Firestorm (Titus 2001) per Game Boy Advance, Game Boy Color
- Top Gun: Air Combat (Hands-On Mobile 2003) per cellulari
- Top Gun: Air Combat 2 (Hands-On Mobile 2004) per cellulari
- Top Gun: Gulf Crisis (Hands-On Mobile 2006) per cellulari
- Top Gun (Taito 2006) per Nintendo DS
- Top Gun (Blast! 2007) per PlayStation 2
- Top Gun (Paramount Digital Entertainment 2009) per iOS e PlayStation Portable
- Top Gun 2 (Paramount Digital Entertainment 2010) per iOS
- Top Gun (Paramount Digital Entertainment 2010) per PlayStation 3, Windows
- Top Gun Quiz (World Arena 2011) per iOS
- Top Gun: Hard Lock (505 Games 2012) per PlayStation 3, Windows, Xbox 360
- Top Gun Legends (MotionPix Game Studio 2022) per Android

Tra i giochi ispirati non ufficialmente al film si ricorda After Burner (Sega 1987), arcade che ebbe molte conversioni e seguiti.

## Sequel
La sceneggiatura del sequel fu scritta immediatamente dopo l'uscita del film, tuttavia non fu possibile realizzarlo poiché la tecnologia militare era stata rinnovata e il Dipartimento della Difesa non voleva che i nuovi strumenti venissero ripresi e divulgati.
Nel 2014 Jerry Bruckheimer annuncia lo svolgersi del seguito, che avrebbe visto Maverick alle prese con i droni. Il 17 novembre 2015, Val Kilmer conferma che tornerà ad interpretare Tom "Iceman" Kazansky nel sequel.
Nel 2017 Tom Cruise conferma ad una testata giornalistica italiana l'inizio delle riprese per l'estate del 2018, anticipando anche il possibile nome di questo sequel: Top Gun: Maverick. In seguito escono più di un trailer internazionale sui principali portali web riscuotendo un enorme successo. Il film, diretto da Joseph Kosinski, è uscito in anteprima in alcune sale il 21 maggio 2022 anticipando l'uscita ufficiale in Italia del 25 maggio 2022.